# Леонтий (узурпатор)
Вижте пояснителната страница за други личности с името Леонтий.
Леонтий (на латински: Leontius, на гръцки: Λεόντιος; † 488 г.) е римски геген-император (узурпатор) на император Зенон (474 – 491) в Изтока на Римската империя през 5 век.
Той е обикновен човек от исаврийски произход от Dalisandus, който се издига във войската. През 482 г. император Зенон го произвежда дори като patricius и magister militum per Thracias (командир на войските в Тракия).
Когато през 484 г. генерал Ил се бунтува в Антиохия, Леонтий е изпратен да потуши въстанието. Ил го убеждава да се провъзгласи сам за император, на 19 юли 484 г. в Тарс това го прави Верина, вдовицата на император Лъв I.
Леонтий се опитва безуспешно да спечели персите на своя страна. Когато войската на Зенон пристига, той бяга заедно с Ил и Верина в исаврийската планинска крепост Папириос, където Верина умира същата година. Леонтий държи крепостта до есента на 488 г. Предаден е от собствените му войници. Двамата с Ил са екзекутирани.